# Войнишки паметник (Косача)
Войнишкият паметник в село Косача, област Перник е издигнат в памет на падналите незабравими герои от селото през Балканската и Междусъюзническата войни 1912 – 1913 г.
Открит е на 19 февруари 1914 г. пред сградата на кметство. Направен е от мрамор и е с височина 310 cm.
Изписани са имената на:
- Анани Д. Ковачки
- Владимир В. Стоянов
- Стоян Ф. Кръстев
- Спас Ал. Младенов
- Никола Георгиев – убит 20 юни 1913 г. в Негрит
- Иван Михалков – убит 23 юли 1913 г.
- Йордан Васев – убит 10 юли 1913 г.
- Никола Кръстев – убит 9 юли 1913 г. Султан тепе
- Йордан Иванов – убит 30 юни 1913 г. Сива кобила
- Младши подофицер Александър Стоименов – починал 10 юли 1913 г. Струмишко
- Войвода Петър Иванов Милев – убит 10 юли 1908 г. Неврокопско
- Димитър Петрунов – убит 12 юли 1913 г. с. Ораново
- Миле Ненков – починал на остров Трикери 1913 г.
- Анани Лазов – починал 24 ноември 1913 г. Шаркьой
- Никола Костадинов
- Анани Любенов
- Илия Стоянов – починал 13 юни 1913 г. в с. Орляк
- Подпоручик Цветко Иванов – 26-и Пернишки полк, геройски паднал, убит на 6 юли 1913 г. в боя на Калиманско поле
- Костадин Велков – починал 22 юни 1913 г. Дупница
- Васил Тонев – починал в с. Кочериново